# 553

## Esdeveniments
- Els romans d'Orient conquereixen el regne dels ostrogots
- 5 de maig a 2 de juny - Constantinoble, actual Istanbul: Se celebra al Segon concili de Constantinoble: condemna del nestorianisme
- Procopi acaba les seves obres principals